# Stortjärnen (Åsele socken, Lappland, 712835-157149)
Stortjärnen är en sjö i Åsele kommun i Lappland och ingår i Ångermanälvens huvudavrinningsområde. Sjön har en area på 0,17 kvadratkilometer och ligger 315,3 meter över havet.

## Delavrinningsområde
Stortjärnen ingår i det delavrinningsområde (711814-157622) som SMHI kallar för Ovan VDRID = Kvällån i Ångermanälvens vattendrags*. Medelhöjden är 341 meter över havet och ytan är 51,87 kvadratkilometer. Räknas de 755 avrinningsområdena uppströms in blir den ackumulerade arean 8 582,85 kvadratkilometer. Avrinningsområdets utflöde Ångermanälven mynnar i havet. Avrinningsområdet består mestadels av skog (73 procent). Avrinningsområdet har 3,79 kvadratkilometer vattenytor vilket ger det en sjöprocent på 7,3 procent. Bebyggelsen i området täcker en yta av 1,83 kvadratkilometer eller 4 procent av avrinningsområdet.